# Крамов Олександр Григорович
Олекса́ндр Григо́рович Кра́мов (23 грудня 1884  (4 січня 1885) , Київ, Київська губернія, Російська імперія  — 17 травня 1951 , Харків, Харківська область, Українська РСР, СРСР ) — український актор, режисер, педагог. Народний артист СРСР (1944), народний артист Української РСР. Депутат Верховної Ради УРСР 1–2-го скликань (1938—1951). Чоловік народної артистки СРСР Олександри Воронович.

## Біографія
Народився 23 грудня 1884 (4 січня 1885) року в Києві в родині учителя. У 1903 році закінчив Житомирську гімназію.
У 1903 році поступив до Київського університету імені Святого Володимира спершу на медичний, а потім на юридичний факультет. Одночасно, у 1905 році закінчив студію сценічного мистецтва Євгена Лепковського. Грав у Київському театрі залізничників та у Київському драматичному театрі Миколи Соловцова (тепер Національний академічний драматичний театр імені Івана Франка).
Навчався також в Музично-драматичній школі Миколи Лисенка.
У 1908 році закінчив юридичний факультет Київського університету. У 1909–1912 роках грав у Херсонському театрі, потім у Самарському театрі. З 1913 року працював в Петербурзі, у театрі Незлобіна. У 1919–1920 роках був актором театру Революції. Грав у Московських театрах Суходольського, Корша. У 1924–1933 роках працював у театрі імені Московської Ради (МГРПС), Московському сучасному театрі.
З 1933 року — актор та режисер, а з 1936 року — художній керівник Харківського театру російської драми. Під час німецько-радянської війни разом із театром перебував у Улан-Уде, Владивостоці та Іркутську. З 1943 року — директор та художній керівник Харківського театру російської драми. Професор Харківського театрального інституту.
17 травня 1951 року помер у Харкові.
Серед його учнів — Всеволод Цвєтков.